# Henry Edward Fox
Pour les articles homonymes, voir Henry Fox et Fox.
Henry Edward Fox (4 mars 1755 – 18 juillet 1811) est un général de l'armée britannique. Il est également gouverneur de l'île de Minorque et Gouverneur de Gibraltar.

## Biographie
Il est le troisième fils de Henry Fox et de sa seconde épouse, Georgiana Caroline Lennox, il est un frère cadet de l'homme politique Charles James Fox (1749-1806).
Il fait ses études à la Westminster School avant de s'engager comme cornet dans le 1er dragoon guards en 1770. Peu de temps après, il passe 1 an de congé à l'académie militaire à Strasbourg. Après son retour, il est promu lieutenant (1773) puis capitaine (1774).

## Carrière militaire
En 1773, il passe au 38e Régiment d'infanterie, stationné à Boston, et combat dans la Guerre d'indépendance des États-Unis atteignant le grade de colonel et d'aide-de-camp du roi, et il commande ensuite les forces de la Nouvelle-Écosse (1783-89), où il joue un rôle important dans la création de la nouvelle colonie du Nouveau-Brunswick, et puis la caserne Chatham (1789-93).
Ensuite, il est nommé chef d'état-major du duc de York, servant en Flandre, afin de remplacer James Moncrieff (1793-95) et combat dans les Guerres de la Révolution française. Il est ensuite inspecteur-général du service de recrutement (1795-99), colonel du 10e régiment de North Lincolnshire (1795-1811), lieutenant-gouverneur de l'île de Minorque (1799-1801), à la suite de sa capture par les Français, commandant en chef des forces britanniques de la Méditerranée à Gibraltar (1801-03, en remplacement du Général Sir Ralph Abercromby mortellement blessé à la bataille d'Alexandrie), et enfin commandant-en-chef de l'Irlande (1803). En Irlande, il est pris au dépourvu par l'insurrection de Robert Emmet à Dublin (23 juillet 1803), et est rapidement remplacé par le lieutenant-général William Cathcart, dont la nomination est officiellement promulguée le 20 octobre.
Fox devient commandant du district de Londres (1803), Gouverneur de Gibraltar (1804-06), commandant en chef en Méditerranée (1806-07) et en Sicile. Avec l'affaiblissement de sa santé, Fox passe le relais à son adjoint, le lieutenant-général Sir John Moore. La faiblesse de son armée (encore plus petite lorsque le major-général Mackenzie Fraser est envoyé occuper Alexandrie) l'amène a refuser les demandes réitérées de la cour sicilienne et de William Drummond, le ministre britannique à la cour sicilienne, pour mener des opérations terrestres sur le continent italien. Fox et Moore s'opposent également au commandant de la marine William Sidney Smith. Fox, en mauvaise santé est finalement rappelé par le gouvernement britannique et remplacé par Moore. Il est promu au grade de général le 25 avril 1808, nommé gouverneur de Portsmouth, en 1810, et meurt l'année suivante.

## Mariage et descendance
Le 14 novembre 1786, il épouse Marianne Clayton, fille de William Clayton (4e baronnet). Ils ont 3 enfants
- Louisa Amelia Fox (d. 1828), plus tard, l'épouse du major-général Sir Henry Bunbury (7e baronnet)
- Henry Stephen Fox, (1791-1846), plus tard, ambassadeur extraordinaire et ministre plénipotentiaire du Royaume-Uni aux États-Unis d'Amérique
- Caroline Fox, qui épouse le major-général William Francis Patrick Napier